# Associazione Polisportiva Napoli 1945
Questa pagina intende raccogliere tutti i dati relativi ai risultati del Napoli nelle competizioni ufficiali della stagione 1945.

## Stagione
Il 19 gennaio 1945 prese vita l'Associazione Polisportiva Napoli, grazie alla fusione tra la Società Sportiva Napoli, fondata nel maggio del 1944, e la Società Polisportiva Napoli fondata il 1º giugno dello stesso anno.

Con l'Italia ancora in guerra e i campionati nazionali sospesi, in Campania fu organizzato un torneo regionale misto di Divisione Nazionale comprendente compagini di Serie B e Serie C, oltre a due club di Prima Divisione e un team della Polizia Militare. Il nuovo sodalizio giocò la prima gara il 28 gennaio, e si classificò al 3º posto alle spalle dello Stabia vincitore del torneo e della Salernitana, qualificandosi così alle finali interregionali per l'assegnazione del titolo di campione dell'Italia Liberata che tuttavia non si svolsero per problemi organizzativi. Prima dell'ultima gara il Napoli disputò un quadrangolare con Stabia, Fiorentina e Pro Livorno.

## Divise
| Manica sinistra · Maglietta · Maglietta · Manica destra · Pantaloncini · Calzettoni |

## Organigramma societario
Area direttiva
- Presidente:  Luigi Scuotto[3], poi  Vincenzo Savarese[3]
- Vice presidente: Luigi Scuotto[5]

Area tecnica
- Allenatore:  Luigi De Manes[3], poi  Paolo Innocenti[3]

## Rosa
| N. |                   | Ruolo | Calciatore         |
| -- | ----------------- | ----- | ------------------ |
|    | Italia (bandiera) | P     | Ivano Corghi       |
|    | Italia (bandiera) | P     | Silvano Pipan      |
|    | Italia (bandiera) | D     | Flavio Maneo       |
|    | Italia (bandiera) | D     | Ferdinando Pastore |
|    | Italia (bandiera) | D     | Mario Pretto       |
|    | Italia (bandiera) | D     | Mario Rosi         |
|    | Italia (bandiera) | C     | Egidio Di Costanzo |
|    | Italia (bandiera) | C     | Guido Mazzetti     |

| N. |                   | Ruolo | Calciatore        |
| -- | ----------------- | ----- | ----------------- |
|    | Italia (bandiera) | A     | Alberto Galassi   |
|    | Italia (bandiera) | A     | Giuseppe Gerbi    |
|    | Italia (bandiera) | A     | Giovanni Venditto |
|    | Italia (bandiera) |       | Di Giovanni       |
|    | Italia (bandiera) |       | Funari            |
|    | Italia (bandiera) |       | Masciolini        |
|    | Italia (bandiera) |       | Pozzo             |
|    | Italia (bandiera) |       | Torraca           |

## Risultati

### Campionato Campano

#### Girone di andata
| Arbitro: | Stampaglia |

|  |           |           |
|  | Marcatori | 27’ Gerbi |

| Frattamaggiore 4 febbraio 1945, ore CEST 2ª giornata | Frattese | 0 – 0 referto | Napoli | \| Arbitro: \| Mosca \| |
| Arbitro:                                             | Mosca    |               |        |                         |

| Arbitro: | Mattuozzo |

|                         |           |                  |
| Nocerino 35’ Busani 43’ | Marcatori | 10’, 83’ Torraca |

| Arbitro: | Paudice |

|           |           |              |
| Bazan 65’ | Marcatori | 89’ Venditto |

| Arbitro: | Di Nanni |

|                      |           |  |
| Pretto 33’ Gerbi 83’ | Marcatori |  |

| Arbitro: | Stampacchia |

|              |           |             |
| Vergiani 11’ | Marcatori | 9’ Venditto |

| Arbitro: | Mosca |

|               |           |            |
| Rosellini 25’ | Marcatori | 57’ Valese |

| Napoli 19 marzo 1945, ore CEST 8ª giornata | Napoli | 1 – 1 | Polizia Militare Italiana | Piazza Nazionale |

| Arbitro: | Mosca |

|                                          |           |                 |
| Del Medico 9’ Menti 62’ (rig.) Dapas 80’ | Marcatori | 52’ (rig.) Rosi |

#### Girone di ritorno
| Napoli 1º aprile 1945, ore CEST 10ª giornata | Napoli | 1 – 0 referto | Internaples | Piazza Nazionale |

| Napoli 8 maggio Posticipo del 15 aprile 1945, ore CEST 11ª giornata | Napoli | 2 – 2 | Frattese | Orto botanico |

| Arbitro: | Covone (Salerno) |

|                              |           |               |
| Masciolini 37’ Rosellini 47’ | Marcatori | 78’ Salvatore |

| Arbitro: | De Falco |

|                                                |           |  |
| Masciolini 24’, 80’ Galassi 56’, 62’ Gerbi 58’ | Marcatori |  |

| Arbitro: | Mosca |

|  |           |                                   |
|  | Marcatori | 9’, 29’ Galassi 57’ (rig.) Pretto |

| Napoli 10 maggio 1945, ore CEST 15ª giornata | Napoli | 3 – 2 referto | Scafatese | Orto botanico |

| Arbitro: | Stampacchia |

|               |           |              |
| Margiotta 18’ | Marcatori | 25’ Venditto |

| Napoli 24 maggio 1945, ore CEST 17ª giornata | Polizia Militare Italiana | 1 – 2 referto | Napoli | Orto botanico |

| Napoli 16 giugno Posticipo del 27 maggio 1945, ore CEST 18ª giornata                                          | Napoli    | 3 – 3 referto                            | Stabia | Orto botanico |
| \| \| \| \| \| Galassi ?’ Venditto ?’ Capolino ?’ \| Marcatori \| 28’ Esposito 29’ Rossetti 36’ Del Medico \| |           |                                          |        |               |
| |           |                                          |        |               |
| Galassi ?’ Venditto ?’ Capolino ?’                                                                            | Marcatori | 28’ Esposito 29’ Rossetti 36’ Del Medico |        |               |

## Statistiche

### Statistiche di squadra
| Competizione       | Punti | In casa | In casa | In casa | In casa | In casa | In casa | In trasferta | In trasferta | In trasferta | In trasferta | In trasferta | In trasferta | Totale | Totale | Totale | Totale | Totale | Totale | DR  |
| Competizione       | Punti | G       | V       | N       | P       | Gf      | Gs      | G            | V            | N            | P            | Gf           | Gs           | G      | V      | N      | P      | Gf     | Gs     | DR  |
| ------------------ | ----- | ------- | ------- | ------- | ------- | ------- | ------- | ------------ | ------------ | ------------ | ------------ | ------------ | ------------ | ------ | ------ | ------ | ------ | ------ | ------ | --- |
| Campionato campano | 26    | 9       | 5       | 4       | 0       | 20      | 10      | 9            | 4            | 4            | 1            | 14           | 8            | 18     | 9      | 8      | 1      | 34     | 18     | +16 |
| Totale             | 26    | 9       | 5       | 4       | 0       | 20      | 10      | 9            | 4            | 4            | 1            | 14           | 8            | 18     | 9      | 8      | 1      | 34     | 18     | +16 |

### Andamento in campionato
| Giornata  | 1 | 2 | 3 | 4 | 5 | 6 | 7 | 8 | 9 | 10 | 11 | 12 | 13 | 14 | 15 | 16 | 17 | 18 |
| --------- | - | - | - | - | - | - | - | - | - | -- | -- | -- | -- | -- | -- | -- | -- | -- |
| Luogo     | T | T | T | T | C | T | C | C | T | C  | C  | C  | C  | T  | C  | T  | T  | C  |
| Risultato | V | N | N | N | V | N | N | N | P | V  | N  | V  | V  | V  | V  | V  | V  | N  |
| Posizione | 1 | 2 | 3 | 3 | 3 | 3 | 3 | 3 | 3 | 3  | 3  | 3  | 3  | 3  | 3  | 3  | 3  | 3  |

Legenda:

Luogo: C = Casa; T = Trasferta. Risultato: V = Vittoria; N = Pareggio; P = Sconfitta.

### Statistiche dei giocatori
| Giocatore    | Campionato campano | Campionato campano |
| Giocatore    | Presenze           | Reti               |
| ------------ | ------------------ | ------------------ |
| A. Capolino  | 7+                 | 1+                 |
| I. Corghi    | 9+                 | -9+                |
| Di Giovanni  | 6+                 | 0+                 |
| Funari       | 7+                 | 0+                 |
| A. Galassi   | 5+                 | 5+                 |
| G. Gerbi     | 12+                | 3+                 |
| F. Maneo     | 13+                | 0+                 |
| Masciolini   | 4+                 | 3+                 |
| G. Mazzetti  | 6+                 | 0+                 |
| F. Pastore   | 12+                | 0+                 |
| S. Pipan     | 4+                 | -5+                |
| Pozzo        | 12+                | 0+                 |
| M. Pretto    | 13+                | 2+                 |
| L. Rosellini | 8+                 | 2+                 |
| M. Rosi      | 8+                 | 1+                 |
| Torraca      | 4+                 | 2+                 |
| G. Venditto  | 13+                | 4+                 |